# Bayerische Mittelpartei
Die Bayerische Mittelpartei (BMP) war eine bürgerliche Partei nationaler Prägung in Bayern. Die BMP wurde von ehemaligen Angehörigen der konservativen und nationalliberalen Parteien des Kaiserreichs Deutschland am 24. November 1918 in Nürnberg gegründet.

## Geschichte
Die Anhängerschaft der Partei speiste sich aus protestantischen Kreisen des Bildungsbürgertums und der Beamtenschaft sowie des protestantischen fränkischen Mittelstands und Kleinbauerntums.
Sie schloss sich im März 1920 der DNVP an und bildete fortan deren bayerischen Landesverband, war aber stärker föderalistisch und monarchistisch geprägt als der Rest der Partei. Die Bezeichnung BMP behielt sie bis 1924 bei. Bei den Landtagswahlen im Januar 1919 erhielt sie 5 von 180 Mandaten, im Juni 1920 zusammen mit der DVP (Listenverbindung und Fraktionsgemeinschaft) 20 von 155; im April 1924 beteiligte sie sich an einer Listenverbindung der Vereinigten Nationalen Rechten, die insgesamt 11 Mandate von 129 erhielt; im Mai 1928 erhielt die DNVP allein 13, im April 1932 3 Mandate (von jeweils 128). Die BMP war von Juli 1920 bis September 1921 durch den Justizminister Christian Roth, von August 1922 bis Juni 1932 durch den Justizminister Franz Gürtner im bayerischen Kabinett vertreten.
Bei der Reichspräsidentenwahl von 1925 rief die Bayerische Mittelpartei zur Wahl von Paul von Hindenburg auf.